# Virgularia mirabilis
Virgularia mirabilis (Müller, 1776) è un ottocorallo pennatulaceo della famiglia Virgulariidae.

## Descrizione
È una specie coloniale che forma colonie piumose alte sino a 60 cm.

## Distribuzione e habitat
Questa specie ha un areale nord-atlantico-mediterraneo.
Cresce su fondali sabbiosi, da 10 a 400 m di profondità.